# Sauropus rhamnoides
Sauropus rhamnoides là một loài thực vật có hoa trong họ Diệp hạ châu. Loài này được Blume miêu tả khoa học đầu tiên năm 1826.